# 한국병행수입업협회
한국병행수입업협회(韓國竝行輸入業協會, Korea parallel importers association)는 병행수입활성화를 통한 수입물가 안정 및 병행수입자 권익보호를 위해 산업통상자원부 인가로 2014년 12월 설립된 법인으로 서울특별시 송파구 법원로 96에 위치하고 있다.

## 연혁
- 2012.07   병행수입업계 모임시작
- 2013.10   병행수입분과 활동시작
- 2014.04   한국병행수입협회 설립 추진위 결성
- 2014. 12. 10. 산업통상자원부장관 법인설립허가

허가번호 : 제2014-52호

법 인 명 : 사단법인 한국병행수입업협회(KPIA, Korea Parallel Importers Association)

- 2015. 1. 1.  사단법인 한국병행수입업협회 사업시작
- 2015. 1.16.  1차 총회 개최
- 2015. 5.     ㈜포워드벤처스(쿠팡, COUPANG) MOU
- 2016. 3.     2차 총회 개최
- 2016. 4.     부산지부 설치
- 2016. 5.     정품인증통합관리시스템(KMS), 판매촉진시스템(K-SELLER) 발표
- 2016. 10.    본점 이전(서울)

## 업무
- 국내·외 병행수입산업 시장정보 수집 및 연구, 감정
- 정보제공 및 자료의 간행
- 병행수입상품에 대한 보증 및 A/S
- 병행수입자 법적보호
- 소비자 피해예방 및 보호, 분쟁해결
- 모조품 유통방지, 시장감시 유통구조개선
- 성실 병행수입자 육성 및 거래질서 향상
- 창업아카데미, 전문성을 지닌 우수인력 양성, 일자리 창출
- 병행수입산업 부자재 표준화 및 공동구매
- 해외 병행수입 상품 발굴 및 거래선 다변화, 악성 수출자 정보공유
- 기타 병행수입활성화에 필요한 사업

## 역대회장
| 대수 | 성명   | 재임기간     | 출신지    | 비 고               |
| ---- | ------ | ------------ | --------- | ------------------- |
| 초대 | 공병주 | 2015. 1. 1 ~ | 경기 성남 | ㈜서영아이앤티 대표 |

## 주요임원
| 직책 | 성명   | 재임기간   | 출신지 | 비 고                           |
| ---- | ------ | ---------- | ------ | ------------------------------- |
| 이사 | 이창구 | 2016. 4. ~ | 서울   | 국민대, 행정처장                |
| 이사 | 이호연 | 2015. 1. ∼ | 경기   | ㈜에스에이치인터내셔널 이사     |
| 이사 | 형장우 | 2016. 4. ∼ | 광주   | 고려대, 변호사                  |
| 이사 | 김경일 | 2015. 1. ∼ | 충남   | 단국대, 베니스의 개성상인 이사  |
| 이사 | 이춘우 | 2015. 1. ~ | 전남   | 비쥬얼쇼크 대표, 부산지부장     |
| 이사 | 조진호 | 2015. 1. ~ | 서울   | 한국외국어대, ㈜대진미화 이사   |
| 감사 | 김대식 | 2016. 4. ~ | 광주   | 고려대, 공인회계사              |
| 감사 | 장홍준 | 2016. 4. ~ | 경기   | 고려대, ㈜송현홀딩스 기획법무팀 |

## 같이 보기
- 산업통상자원부 (http://www.motie.go.kr)
- 소상공인연합회 (https://web.archive.org/web/20161202094601/http://kfme.or.kr/
- 중소기업청 (http://www.smba.go.kr)
- 소비자교육중앙회 (https://web.archive.org/web/20190529183621/http://www.ncce.or.kr/)
- 한국수입협회 (https://web.archive.org/web/20180809034140/http://koima.or.kr/)